# Y̰
Y̰ (minuskule y̰) je speciální znak latinky, který se nazývá Y s vlnovkou dole (nebo Y s vlnovkou pod). Vyskytuje se v sarských jazycích (jazyková rodina, kterou se mluví v Čadu a ve Středoafrické republice).
V Unicode má Y̰ a y̰ tyto kódy:
Y̰ <U+0059, U+0330>
y̰ <U+0079, U+0330>